# Christopher Vogler
Christopher Vogler (Misuri, Estados Unidos; 1949) es un ejecutivo de desarrollo, guionista, autor y profesor de Hollywood. Es especialmente conocido por su etapa en Disney y su guía de escritura de guion cinematográfico El viaje del escritor. Las estructuras míticas para escritores, guionistas, dramaturgos y novelistas, publicada en 2002.

## Educación y primeros años
Christopher Vogler nació en San Luis, Misuri, donde vivió hasta cumplir los doce años. Estudió periodismo en la Universidad de Misuri y, al terminar sus estudios, sirvió durante varios años en la Fuerza Aérea de los Estados Unidos, donde se dedicó a realizar documentales sobre el programa espacial para el Congreso y el Pentágono. De vuelta a la vida civil, Vogler estudió cinematografía en la USC School of Cinematic Arts (conocida por aquel entonces como USC School of Cinema-Television), donde ya había estudiado George Lucas.
Al igual que este director, Christopher Vogler quedó cautivado por la obra El héroe de las mil caras del mitólogo Joseph Campbell y decidió aplicar el viaje del héroe en su labor como analista de guiones en diversas empresas.

## Carrera profesional
Después de trabajar evaluando guiones para 20th Century Fox, Christopher Vogler fue contratado como consultor de guiones por Disney. Durante su paso por esta empresa, colaboró en la elaboración de los guiones de películas tan importantes como El rey león.
Durante su periodo en esta productora, Vogler elaboró un documento de siete páginas llamado Guía práctica al "héroe de las mil caras", que distrubuyó, en inicio, a sus compañeros de trabajo. La guía se extendió rápidamente por todo Hollywood, haciendo que se ganase una reputación en los círculos del cine de la época. 
A lo largo de su etapa de docente en UCLA Extension, Vogler utilizó la guía práctica durante sus clases, que con el paso de los años fue creciendo. En 1992, Christopher Vogler publicó la primera versión de El viaje del escritor. Las estructuras míticas para escritores, guionistas, dramaturgos y novelistas. También ha impartido clases en la USC School of Cinematic Arts, donde estudió de joven. Desde 1999, es presidente de una consultoría literaria llamada Storytech Consulting Services. Su vicepresidente, Brad Schreiber, consulta guiones y libros utilizando el método desarrollado por Vogler.
La página web de esta consultoría, no obstante, no está disponible desde el año 2018.

## Joseph Campbell yEl viaje del escritor
Vogler, al igual que George Lucas, fue muy influenciado por el trabajo del mitólogo Joseph Campbell y sobre todo por El héroe de las mil caras, que detalla la estructura del viaje del héroe en la mitología clásica. Vogler utilizó el trabajo de Campbell para elaborar una guía de siete páginas para guionistas de Hollywood, que tituló Guía práctica al héroe de las mil caras, que más tarde desarrollaría hasta crear las diferentes versiones de El viaje del escritor. Las estructuras míticas para escritores, guionistas, dramaturgos y novelistas. Desde entonces Vogler se ha dedicado a difundir sus conocimientos a través de clases magistrales por todo el mundo.